# Jiří Vaněk
Jiří Vaněk (Domažlice, 24 de Abril de 1978) é um ex-tenista profissional da República Tcheca.

## Carreira
Tenista veterano circuito, Vaněk já disputou vários Grand Slam, mas não passou da segunda rodada, o mesmo acontecendo em duplas, seu melhores anos na ATP, foi em 2000 e 2001, onde mantinha um bom ranking e figurava como um dos principais tenistas tchecos, em duplas foi vice-campeão do ATP de Acapulco, no México, e participou das Olimpíadas de Sydney 2000.

## Conquistas

### Simples
- 1998 Challenger de Belgrado, Sérvia
- 1998 Challenger de Varsóvia, Polônia
- 2000 Challenger da Cidade de Ho Chi Minh, Vietnã
- 2001 Challenger de Lugano, Suíça
- 2001 Challenger de Weiden, Alemanha
- 2003 Challenger de Ljubliana, Eslovênia
- 2004 Challenger de Furth, Alemanha
- 2004 Challenger de Ljubliana, Eslovênia
- 2005 Challenger de Heilbronn, Alemanha
- 2007 Challenger de Manerbio, Itália

### Duplas
- 2005 Vice-campeão do ATP de Acapulco, México com Tomáš Zíb